# Jan V Thurzo
Jan V Thurzo, w pisowni węgierskiej Thurzó, w słowackiej Turzo, czasem także Turzon, właściwie Thürzinn (ur. 16 kwietnia 1464 lub 1466 w Krakowie, zm. 2 sierpnia 1520 w Nysie) – biskup wrocławski.

## Biografia

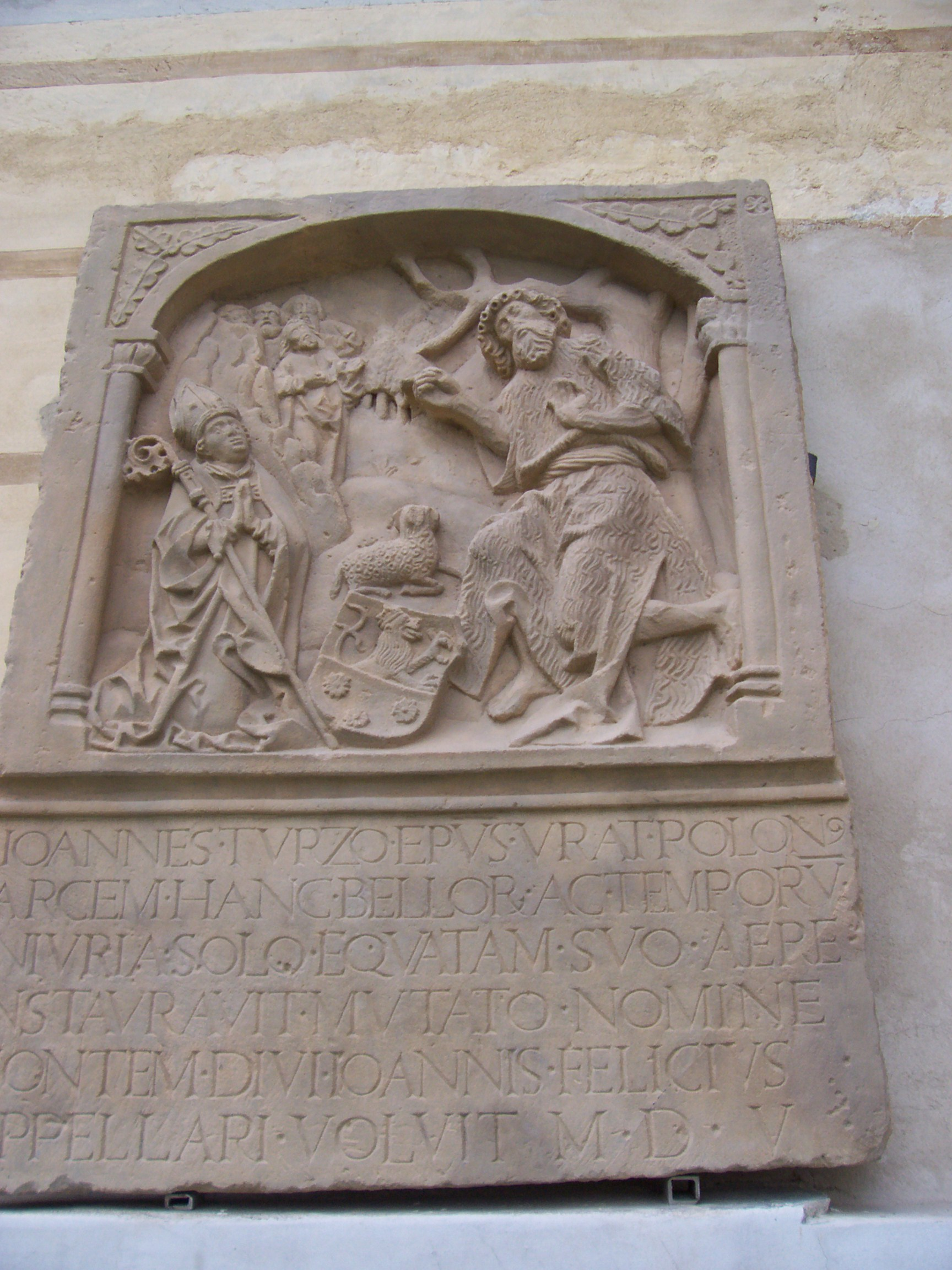
Biskup Jan Thurzo adoruje św. Jana Chrzciciela. Tablica erekcyjna na zamku w Javorniku

Pierworodny syn szlachcica węgierskiego pochodzenia niemieckiego Jana Thurzo, osiadłego w Polsce burmistrza miasta Krakowa i jego pierwszej żony Urszuli Bem (Böhm), których ślub odbył się w 1465. Nauki pobierał w Akademii Krakowskiej, gdzie w 1484 uzyskał stopień bakałarza, a w 1487 magistra. Następnie wyjechał do Włoch, gdzie studiował prawo kanoniczne. Po uzyskaniu tytułu doktora praw (doctor decretorum) powrócił do Krakowa, gdzie był profesorem, a później w 1498 rektorem Akademii Krakowskiej.
Był również scholastykiem gnieźnieńskim i kanonikiem krakowskim, potem dziekanem wrocławskim, od 11 marca 1502 – koadiutorem, a od 1506, po śmierci Jana IV Rotha, biskupem wrocławskim. Na stanowisku tym odbył 7 synodów diecezjalnych i wspólnie z bratem swym Stanisławem, biskupem ołomunieckim, koronował trzyletniego Ludwika Jagiellończyka na króla czeskiego. Król polski Jan I Olbracht korzystał z usług Jana Thurzo w misjach dyplomatycznych.
Jako biskup dbał we wrocławskiej diecezji o kult św. Anny, pozostawał wierny tradycjom i przepisom kościelnym. Biegły w naukach i wysokich cnót pasterz, otwarty na nowe idee i prądy w kulturze i w teologii, utrzymywał kontakty z Erazmem z Rotterdamu, Marcinem Lutrem i Filipem Melanchtonem. Nie był luteraninem, ale tolerował wydawanie już w 1518 we Wrocławiu, na terenie jego diecezji, pierwszych kazań Lutra o odpustach i łasce, a w 1519 – jego następnych kazań i dysputy lipskiej. Ta tolerancyjność była przyczyną zwrócenia się wrocławskiej kapituły katedralnej do biskupa Thurzo z prośbą, by w porozumieniu z radą miejską wydał zakaz druku „pism heretyckich”. Do wydania takiego zakazu jednak nie doszło, Jan Thurzo zmarł w sierpniu roku następnego; z drugiej strony Melanchton i Luter nazwali go „najlepszym biskupem stulecia”.
Jan Thurzo był wielkim miłośnikiem sztuki i nauki, mecenasem artystów (m.in. kupował obrazy Albrechta Dürera i Lucasa Cranacha, katedrę zaopatrywał w wyroby jubilerskie), poetów, i utalentowanej młodzieży, którą kierował nierzadko do nowo powstałego uniwersytetu w Wittenberdze. Z jego polecenia wybudowany został w 1509 renesansowy zamek w Javorníku (późniejsza rezydencja wrocławskich biskupów); samą katedrę wrocławską kazał pokryć miedzianą blachą, w 1517 ufundował nowy portal zakrystii, uważany za pierwsze dzieło renesansu na Śląsku; w 1520 ukończono dom kapitulny z archiwum i biblioteką. Jan Thurzo pochowany jest w ufundowanej przez siebie kaplicy św. Jana Chrzciela w północno-wschodnim narożniku katedry, gdzie częściowo zachował się jego nagrobek.
Oprócz mszału, wydanego dla diecezji wrocławskiej (Kraków, 1505), ogłosił Statuta synodia antiqua Dioecesis Vratislaviensis (Norymberga, 1512).